# Põlde
Põlde är en ort i Estland. Den ligger i Abja kommun och landskapet Viljandimaa, i den södra delen av landet, 150 km söder om huvudstaden Tallinn. Põlde ligger 70 meter över havet och antalet invånare är 225.
Terrängen runt Põlde är platt. Runt Põlde är det glesbefolkat, med 10 invånare per kvadratkilometer. Närmaste större samhälle är Abja-Paluoja, 4,3 km väster om Põlde. I omgivningarna runt Põlde växer i huvudsak blandskog.